# 嶋田裕光

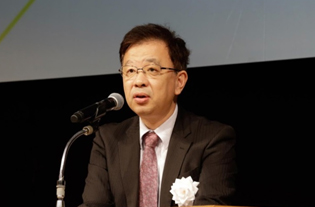
2017年10月

嶋田 裕光（しまだ ひろみつ）は、日本の内閣府官僚。内閣府大臣官房総括審議官や、内閣府政策統括官、子ども・子育て本部統括官を務めた。

## 人物・来歴
熊本県出身。愛媛県新居浜市で育ち、愛媛県立新居浜西高等学校を経て、1986年一橋大学大学院経済学研究科修了、経済企画庁入庁。2014年内閣府大臣官房人事課長。2015年内閣府大臣官房審議官兼大臣官房人事課長。
2016年内閣府経済社会総合研究所総括政策研究官。2018年内閣府大臣官房総括審議官。2019年から内閣府政策統括官（共生社会政策担当）兼子ども・子育て本部統括官を務め、2020年には赤坂御所で渡辺由美子キッズドア理事長らと、天皇及び皇后に子どもの貧困問題などの進講を行った。
同年桜を見る会問題に絡み当時の人事課長として厳重注意処分を受け賞与が減額された。同年内閣府子ども・子育て本部統括官。2021年内閣府経済動向特別分析官（政策統括官（経済財政分析担当）付）。2022年定年退職、大阪経済法科大学経済学部教授。

## 著作

### 著書
- 規制緩和の経済効果（共著）経済企画庁 1997年
- 第33回日本経済中期展望「人口減少下、転機を迎える日本経済」(共著）日本経済研究センター 2006年
- 第34回日本経済中期展望「選択と集中を迫られる日本経済」（共著）日本経済研究センター 2007年
- 世界経済の潮流（2011年II）「減速する世界経済、狭まる政策余地」（共著）内閣府 2011年
- 世界経済の潮流（2012年I）「欧州政府債務危機を巡る緊張が続く世界経済」（共著）内閣府 2012年
- 世界経済の潮流（2012年II）「世界経済安定化への模索」（共著）内閣府 2012年
- 世界経済の潮流（2013年I）「成長力回復への課題」（共著）内閣府 2013年

### 論文
- Impact of DFI on the Supply Side of the Singapore Economy 「ASEAN Economic Bulletin 」vol.12,No.3,1996、他